# Endomorfik
Endomorfik – typ sylwetki wg typologii Sheldona. Osoba charakteryzująca się ciężką budową ciała, rozłożystym i grubym szkieletem, wolnym metabolizmem, a więc dużą masą zarówno mięśniową, jak i tłuszczową, z tendencją do tycia. Przykładem osoby z przewagą cech endomorficznych był czołowy polski kulturysta wagi ciężkiej Konrad Gaca. 